# The One
«The One» (укр. «Один») — п'ятий сингл колумбійської співачки Шакіри з альбому «Laundry Service», випущений у 2002 році лейблом Epic.

## Інформація
Пісня написано Шакірою, скомпонована нею та Ґленом Баллардом (англ. Glen Ballard). У ній йдеться про нерозділене кохання Шакіри.
Співачка ніколи не виконувала на концертах цю пісню, окрім туру Tour of the Mongoose (2002—2003).

## Відеокліп
Сюжет кліпу простий. Шакіра гуляє містом, де вона бачить закохані пари людей, у той час як вона одна. Вона йде під дощем, сподіваючись знайти того, хто б покохав її. Вона бачить стару пару, маті з дитиною, а також як поліція заарештовує чоловіка. Відео закінчується тим, що Шакіра залишається одна на вулиці під дощем, що так і не пройшов.

## Список композицій
1. «The One» (альбомна версія) — 3:43
2. «The One» (радіо ремікс Ґлена Балларда) — 3:47
3. «Whenever, Wherever» (Hammad Bell Remix) — 3:48
4. «Te Aviso, Te Anuncio (Tango)» (Gigi D'Agostino Tango Remix) — 6:10

## Чарти
| Чарт                             | Найвища позиція |
| -------------------------------- | --------------- |
| Австралія (ARIA)                 | 16              |
| Австрія (Ö3 Austria Top 75)      | 21              |
| Бельгія (Ultratop 50 Flanders)   | 21              |
| Бельгія (Ultratop 40 Wallonia)   | 21              |
| Франція (SNEP)                   | 15              |
| Німеччина (Media Control Charts) | 39              |
| Італія (FIMI)                    | 20              |
| Нідерланди (Mega Single Top 100) | 31              |
| Нова Зеландія (RIANZ)            | 39              |
| Швейцарія (Media Control Charts) | 17              |